# Anoplotrupes

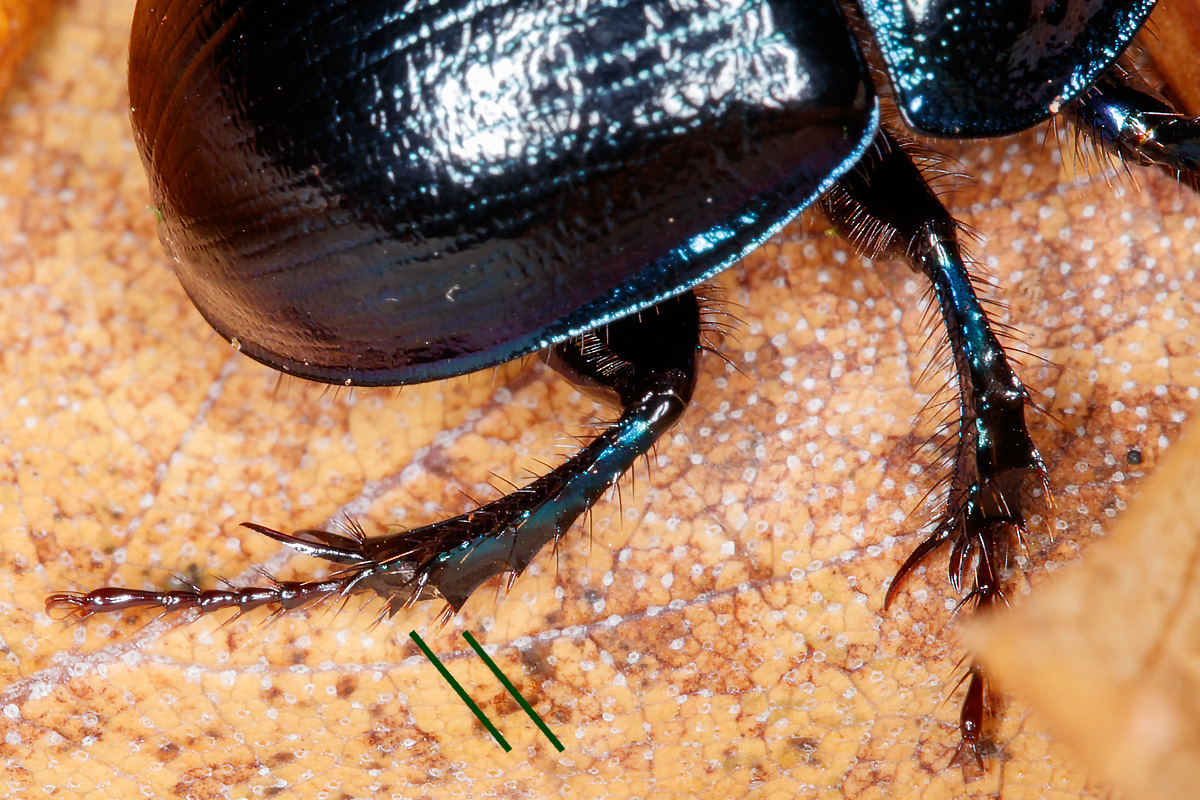
Żuk leśny – dwie listwy po zewnętrznej stronie goleni trzeciej pary odnóży.

Anoplotrupes – rodzaj chrząszczy żukokształtnych z rodziny gnojarzowatych (Geotrupidae) i podrodziny Geotrupinae.

## Taksonomia
Takson opisany został w 1865 roku przez Henriego Jekela. Dawniej traktowany jako podrodzaj rodzaju Geotrupes. Obecnie jako samodzielny rodzaj.

## Opis
Żuki te posiadają kulistą buławkę czułków, gładkie, pozbawione guzków lub wyrostków przedplecze oraz wydatne guzy barkowe. Po zewnętrznej stronie goleni tylnych odnóży posiadają dwie poprzeczne listwy, licząc razem z wierzchołkową, czy różnią się od rodzaju Geotrupes. Ubarwione są fioletowo, niebiesko lub zielono, przy czym barwa opalizująco-metaliczna pojawia się tylko u młodych imagines. Starsze osobniki są matowo czarne. Podstawa przedplecza jest u tego rodzaju wyraźnie obrzeżona na całej długości. Wyraźnie widoczne są również wgłębione rzędy na pokrywach.

## Systematyka
Do rodzaju tego należą 3 gatunki:
- Anoplotrupes balyi (Jekel, 1866)
- Anoplotrupes hornii (Blanchard, 1888)
- Anoplotrupes stercorosus (Hartmann in L.G. Scriba, 1791) – żuk leśny[3]